# Feliks Yuste Cava
Felix Yuste Cava (ur. 21 lutego 1887 w Chulilli, zm. 14 sierpnia 1936 w El Saler) – błogosławiony Kościoła katolickiego.

## Życiorys
Urodził się w bardzo religijnej rodzinie, a jego rodzicami byli Pasquale i Felisa. Studiował filozofię w centralnym seminarium w Walencji potem udał się do Rzymu na studia w Papieskim Uniwersytecie Gregoriańskim potem wstąpił do Papieskiego Kolegium San Jose 21 października 1902 roku. W Rzymie ukończył studia z bardzo dobrymi wynikami, a także uzyskał doktorat na wydziale filozofii, teologii i prawa kanonicznego. W 1910 roku w Rzymie otrzymał święcenia kapłańskie. W 1911 roku wrócił do Walencji, gdy w 1936 roku doszło do wojny domowej w Hiszpanii został aresztowany, a następnie brutalnie zamordowany 14 sierpnia 1936 roku. Został pochowany na cmentarzu generalnym w Walencji, następnie jego ciało przeniesiono do kościoła parafialnego w Chulilla.
Beatyfikował go w grupie Józef Aparicio Sanz i 232 towarzyszy papież Jan Paweł II w dniu 11 marca 2001 roku.